# Macranobium
Macranobium is een monotypisch geslacht van kevers uit de familie van de klopkevers (Anobiidae).

## Soort
- Macranobium truncatum Broun, 1886